# Dawid Issakowitsch Bedschanjan
Dawid Issakowitsch Bedschanjan (russisch Давид Исакович Беджанян, armenisch Դավիթ Իսահակի Բեջանյան; * 16. Dezember 1988 in Bolschoi Kamen) ist ein russischer Gewichtheber armenischer Herkunft. Er wurde 2012 und 2013 Europameister und 2013 auch Vize-Weltmeister, jeweils im Schwergewicht.

## Werdegang
Dawid Bedschanjan stammt aus Solnechnopodolsk und begann dort als Jugendlicher mit dem Gewichtheben. Mittlerweile ist er Student an der Staatlichen Agrar-Universität in Stawropol.
Bereits als Junior gehörte er zur russischen Spitzenklasse und vertrat sein Land erstmals im Jahre 2007 bei einer internationalen Meisterschaft. Er belegte bei der Junioren-Europameisterschaft (U 20) in Puerto de la Cruz/Spanien im Schwergewicht mit 377 kg (164–212) im Zweikampf den 3. Platz. Bei der Junioren-Weltmeisterschaft (U 20) im Juni 2008 in Cali erzielte Dawid Bedschanjan im Zweikampf 375 kg (165–219), die aber nur zum 4. Platz reichten. Ein beachtlicher Leistungssprung gelang ihm dann bis zur Junioren-Europameisterschaft (U 20) 2008 in Durres. Er erzielte dort im Schwergewicht 394 kg (169–225) und holte sich damit seinen ersten internationalen Titel.
Bei der russischen Juniorenmeisterschaft (U 23) im Juli 2009 erreichte er im Zweikampf erstmals mehr als 400 kg. Er erzielte im Zweikampf 410 kg (180–230), womit er in überlegenem Stil siegte. Bei der Junioren-Europameisterschaft (U 23) 2009 in Władysławowo war er nicht mehr ganz so gut in Form, die von ihm im Zweikampf erzhielten 391 kg (170–221) reichten aber zum Sieg wegen des leichteren Körpergewichts vor Daniel Dolega, Polen, der ebenfalls auf 391 kg (180–209) kam.
2010 startete Dawid Bedschanjan erstmals bei der russischen Senioren-Meisterschaft. Er kam dabei auf 396 kg (176–220) und belegte den 5. Platz. Im November 2010 siegte er in Limassol bei der Junioren-Europameisterschaft (U 23), wo er mit 404 kg (179–225) wieder die 400-kg-Grenze überschritt.
Bei der russischen Meisterschaft 2011 steigerte sich er erneut. Er erzielte dort 415 kg (185–230) und belegte mit dieser Leistung hinter Dmitri Klokow, 427 kg (195–232) und Wladimir Smortschkow, 420 kg (195–225) den 3. Platz. Im November des gleichen Jahres stellte er in Belgorod im Rahmen des Präsidenten-Cups auch einen Weltrekord im Stoßen mit 238 kg auf. Er siegte dort im Schwergewicht mit 421 kg (183–238) vor seinem Landsmann Gennadij Muratow, 406 kg (185–221).
2012 wurde Dawid Bedschanjan erstmals russischer Seniorenmeister. Er siegte im Schwergewicht mit 410 kg (180–230) vor Gennadij Muratow, 403 kg (182–221). In Antalya wurde er dann auch Europameister im Schwergewicht. Seine Leistung im Zweikampf betrug dort 405 kg (185–220), mit der er vor seinem Landsmann Maxim Schejko, 401 kg (185–216) siegte. Bei den Olympischen Spielen dieses Jahres in London wurde er aber nicht eingesetzt.
Im April 2013 wurde Dawid Bedschanjan in Tirana mit erzielten 411 kg (181–230) erneut Europameister. Im Juli 2013 startete er bei der Universiade in Kasan. Er kam dort auf 403 kg (179–224) und musste sich dem Usbeken Ruslan Nurudinow, der 412 kg (190–222) erzielte, geschlagen geben. Im Oktober 2013 absolvierte er dann auch seinen ersten Start bei einer Weltmeisterschaft. Er kam dabei in Wrocław im Zweikampf auf 405 kg (190–225). Mit dieser Leistung gewann er hinter Ruslan Nurudinow, der 425 kg (190–235) erzielte die WM-Silbermedaille.
2014 war er bei der Europameisterschaft in Tel Aviv nicht am Start. Er wurde aber im August 2014 in Grosny russischer Meister im Zweikampf mit hervorragenden 426 kg (185–241). Seine Leistung im Stoßen bedeutete russischen Rekord. Bei der Weltmeisterschaft 2014 in Almaty kam er im Zweikampf auf 427 kg (187–240) und belegte damit hinter Ilja Iljin aus Kasachstan, 432 kg (190–242) und Ruslan Nurudinow, Usbekistan, 432 kg (193–239) den 3. Platz. Mit seiner Leistung im Stoßen gewann er die WM-Silbermedaille.
2015 gewann Dawid Bedschanjan wieder den russischen Meistertitel. In der Gewichtsklasse bis 105 kg Körpergewicht kam er dort auf 427 kg (185–242), womit er vor Timur Naniew, der auf 416 kg (187–229) kam, gewann. Bei der Weltmeisterschaft dieses Jahres in Houston kämpfte er gegen Alexander Sajtschikow aus Kasachstan in der gleichen Gewichtsklasse um den Titel. Da er aber nach dem Reißen schon klar im Rückstand lag, gelang es ihm im Stoßen nicht mehr, Sajtschikow mit seiner Zweikampfleistung zu übertreffen. Immerhin gewann er im Stoßen mit 231 kg den Weltmeistertitel zu erringen.

## Internationale Erfolge
| Jahr | Platz | Wettbewerb                               | Gewichtsklasse | Ergebnisse |
| 2007 | 3.    | Junioren-EM (U 20) in Puerto de la Cruz  | Schwer         | mit 377 kg (165–212), hinter Andrej Aramnau, Weißrussland, 408 kg (188–220) und Anastasios Triantafyllou, Griechenland, 383 kg (170–213)                     |
| 2008 | 4.    | Junioren-WM (U 20) in Cali/Kolumbien     | Schwer         | mit 375 kg (165–210); Sieger: Mohamed Abd El Rahman, Ägypten, 383 kg (170–213)                                                                               |
| 2008 | 1.    | Junioren-EM (U 20) in Durres/Albanien    | Schwer         | mit 394 kg (169–225), vor Sevak Sahakjan, Armenien, 372 kg (171–201) und Daniel Dolega, Polen, 372 kg (172–200)                                              |
| 2009 | 1.    | Junioren-EM (U 23) in Władysławowo/Polen | Schwer         | mit 391 kg (170–221), vor Daniel Dolega, 391 kg (182–209) und Maxim Matwejew, Russland, 388 kg (171–217)                                                     |
| 2010 | 1.    | Junioren-EM (U 23) in Limassol           | Schwer         | mit 404 kg (179–225), vor Kornel Czekiel, Polen, 383 kg (178–205)                                                                                            |
| 2011 | 1.    | Präsidenten-Cup in Belgorod              | Schwer         | mit 421 kg (183–238), vor Gennadi Muradow, Russland, 406 kg (185–221), Maxim Scheiko, Russland, 400 kg (178–222) und Ahed Joughili, Syrien, 399 kg (179–220) |
| 2012 | 1.    | EM in Antalya                            | Schwer         | mit 405 kg (185–220), vor Maxim Schejko, 401 kg (185–216) und Serhij Tahirow, Ukraine, 390 kg (180–210)                                                      |
| 2013 | 1.    | EM in Tirana                             | Schwer         | mit 411 kg (181–230), vor Maxim Schejko, 404 kg (184–220) und Dawid Gogia, Georgien, 401 kg (183–218)                                                        |
| 2013 | 3.    | Universiade in Kasan                     | Schwer         | mit 403 kg (179–224), hinter Ruslan Nurudinov, Usbekistan, 412 kg (190–222) und Andrei Demanow, Russland, 406 kg (183–223)                                   |
| 2013 | 2.    | WM in Wrocław                            | Schwer         | mit 405 kg (180–225), hinter Ruslan Nurudinov, 425 kg (190–235) und vor Bartłomiej Bonk, Polen, 404 kg (188–216)                                             |
| 2014 | 3.    | WM in Almaty                             | Schwer         | mit 427 kg (187–240), hinter Ilja Iljin, Kasachstan, 432 kg (190–242) und Ruslan Nurudinov, 432 kg (193–239)                                                 |
| 2015 | 2.    | WM in Houston                            | Schwer         | mit 411 kg (180–231), hinter Alexander Sajtschikow, Kasachstan, 421 kg (191–230) und vor Artur Plesnieks, Lettland, 405 kg (179–226)                         |

## WM- & EM-Einzelmedaillen
- WM-Goldmedaillen: 2015/Stoßen
- WM-Silbermedaillen: 2013/Stoßen, 2014/Stoßen

- EM-Goldmedaillen: 2012/Stoßen – 2013/Stoßen
- EM-Silbermedaillen: 2012/Reißen
- EM-Bronzemedaillen: 2013/Reißen

## Russische Meisterschaften
| Jahr | Platz | Altersgruppe    | Gewichtsklasse | Ergebnisse                                                                                              |
| 2009 | 1.    | Junioren (U 23) | Schwer         | mit 410 kg (180–230), vor Igor Merkuschow, 396 kg (176–220)                                             |
| 2010 | 5.    | Senioren        | Schwer         | mit 396 kg (176–220); Sieger: Wladimir Smortschkow, 419 kg (198–221)                                    |
| 2011 | 3.    | Senioren        | Schwer         | mit 415 kg (185–230), hinter Dmitri Klokow, 427 kg (195–232) und Wladimir Smortschkow, 420 kg (195–225) |
| 2012 | 1.    | Senioren        | Schwer         | mit 410 kg (180–230), vor Gennadij Muratow, 403 kg (182–221) und Maxim Scheiko, 402 kg (181–221)        |
| 2014 | 1.    | Senioren        | Schwer         | mit 426 kg (185–241), vor Wassili Polownikow, 416 kg (190–226) und Maxim Scheiko, 416 kg (187–229)      |
| 2015 | 1.    | Senioren        | Schwer         | mit 427 kg (185–242), vor Timur Naniew, 416 kg (187–229) und Martin Sabanchiew, 416 kg (190–226)        |

Erläuterungen
- alle Wettkämpfe im Zweikampf, bestehend aus Reißen und Stoßen
- WM = Weltmeisterschaft, EM = Europameisterschaft
- Schwergewicht, Gewichtsklasse bis 105 kg Körpergewicht